# Mulongo
Mulongo este un oraș în  provincia Katanga, Republica Democrată Congo. În 2012 avea o populație de 60 815 de locuitori, iar în 2004 avea 51 603.